# Atanasio
Atanasio  è un nome proprio di persona italiano maschile.

## Varianti
- Maschili: Attanasio[2]
- FemminilI: Atanasia[1][2], Attanasia[2]

### Varianti in altre lingue
- Asturiano: Tanasio[4]
- Basco: Atanasi[4]
- Bulgaro: Атанас (Atanas)[5]
  - Ipocoristici: Тасе (Tase)[5]
- Catalano: Atanasi[4]
  - Femminili: Atanásia[4]
- Ceco: Atanáš
- Croato: Atanazij
- Francese: Athanase
- Galiziano: Atanasio[4]
  - Femminili: Atanasia[4]
- Greco antico: Αθανάσιος (Athanasios)[3][5][6]
  - Femminili: Αθανασια (Athanasia)[7]

- Greco moderno: Αθανάσιος (Athanasios)[5]
  - Ipocoristici: Αθανας (Athanas)[5], Θανασης (Thanasīs)[5], Θανος (Thanos)[5]
  - Femminili: Αθανασια (Athanasia)[7]
- Lettone: Afanasijs
- Latino: Athanasius[1][5][6]
  - Femminili: Athanasia[1]
- Macedone: Атанас (Atanas)[5], Атанасиј (Atanasij)[5]
  - Ipocoristici: Тасе (Tase)[5]
  - Femminili: Атанасија (Atanasija)[7]

- Polacco: Atanazy
- Portoghese: Atanásio
- Rumeno: Atanasiu
- Russo: Афанасий (Afanasij)[5]
- Serbo: Атанасије (Atanasije)[5]
  - Femminili: Атанасија (Atanasija)[7]
- Slovacco: Atanáz
- Sloveno: Atanazij
- Spagnolo: Atanasio[4]
  - Femminili: Atanasia[4]
- Tedesco: Athanasius
- Ucraino: Атанасій (Atanasij), Афанасій (Afanasij)
- Ungherese: Atanáz
  - Femminili: Atanázia

## Origine e diffusione
Deriva dal nome greco Αθανάσιος (Athanásios); è basato su αθανατος (athanatos), a sua volta da θανατος (thanatos, "morte") combinato con un'alfa privativa, e vuol dire quindi "immortale". È per significato analogo ai nomi a Ambrogio, Javed e Khalid.
Il nome si diffuse in ambienti cristiani in riferimento alla vita eterna; oggi è maggiormente diffuso in Sud Italia, in particolare in provincia di Palermo.

## Onomastico
L'onomastico si festeggia solitamente il 2 maggio, in memoria di sant'Atanasio di Alessandria, vescovo, teologo e dottore della Chiesa. Si ricordano con questo nome anche, alle date seguenti:
- 18 aprile, sant'Atanasia di Egina, vedova, eremita ed egumena[8]
- 27 maggio, sant'Atanasio Bazzekuketta, uno dei santi martiri dell'Uganda[8]
- 5 luglio, sant'Atanasio di Gerusalemme, diacono e martire[8]
- 5 luglio, sant'Atanasio l'Atonita, egumeno, fondatore dello Stato del Monte Athos[8]
- 15 luglio, sant'Atanasio di Napoli, vescovo[8]
- 18 agosto, beato Atanasio Vidaurreta Labra C.M.F., seminarista e martire[8]
- 9 ottobre, sant'Atanasia, eremita in Egitto assieme con il marito Andronico[8]
- 12 novembre, sant'Atanasie Todoran, martire con altri compagni in Transilvania[8]

## Persone

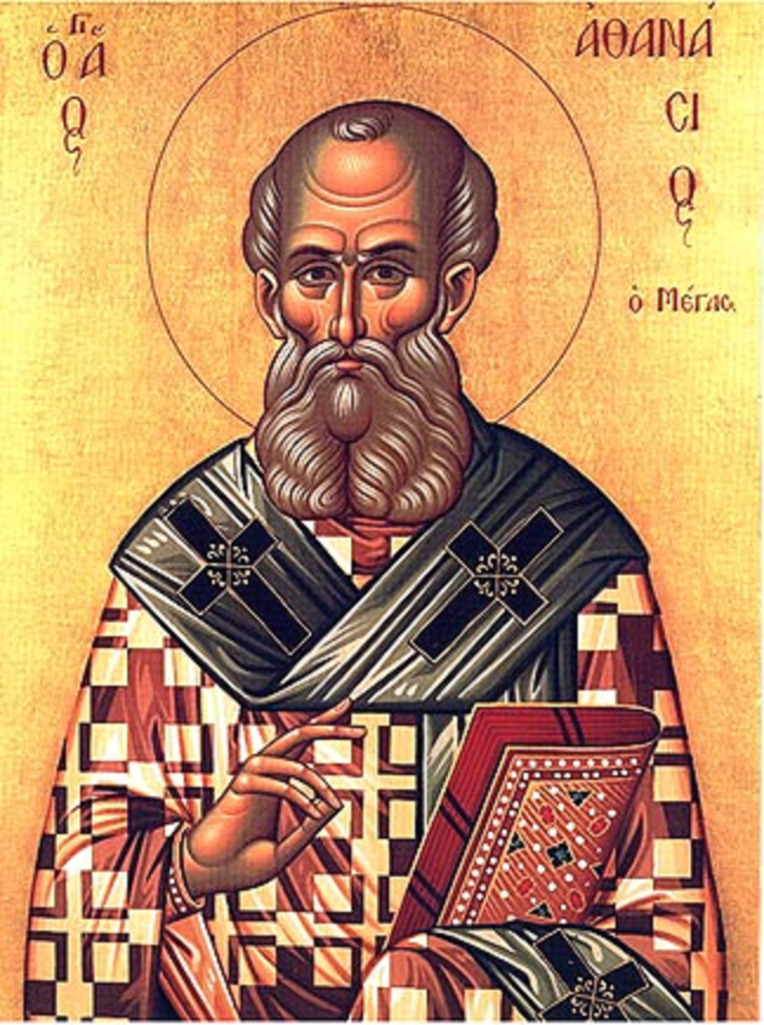
Atanasio di Alessandria

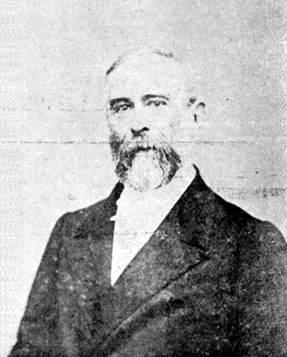
Atanasio Cruz Aguirre

- Atanasio, scrittore e iconografo russo, metropolita di Mosca e di tutta la Russia
- Atanasio, prefetto del pretorio bizantino
- Atanasio di Alessandria, papa della Chiesa copta e santo
- Atanasio II di Alessandria, papa della Chiesa copta
- Atanasio di Napoli, vescovo cattolico e santo bizantino
- Atanasio II di Napoli, vescovo cattolico bizantino e duca di Napoli
- Atanasio IV Jawhar, arcieparca di Sidone e quarto patriarca della Chiesa melchita
- Atanasio V Matar, patriarca cattolico siriano, arcieparca di Hauran, eparca di Sidone, e patriarca della Chiesa melchita
- Atanasio l'Atonita, monaco e santo bizantino
- Atanasio Canata, religioso, letterato ed educatore italiano
- Atanasio Cavalli, religioso e astronomo italiano
- Atanasio Cruz Aguirre, politico uruguaiano
- Atanasio Echeverría, artista, botanico e naturalista messicano
- Atanasio Soldati, pittore italiano

### Variante Athanasios

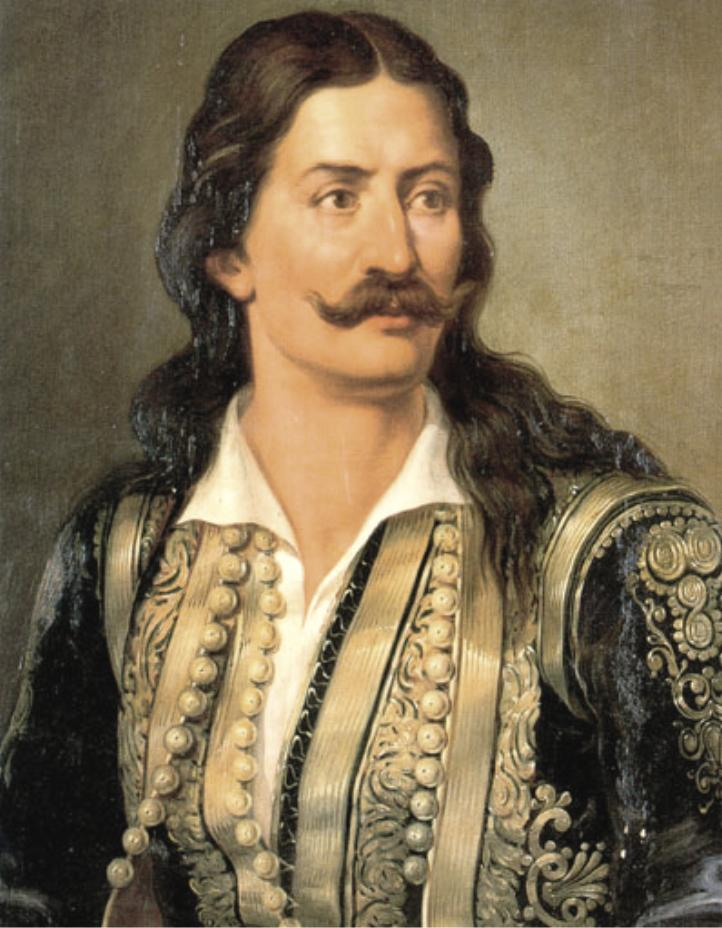
Athanasios Diakos

- Athanasios Aggelopoulos, teologo greco
- Athanasios Diakos, rivoluzionario e patriota greco
- Athanasios Eutaxias, politico greco
- Athanasios Kanakarīs, politico greco
- Athanasios Kōstoulas, calciatore greco
- Athanasios Miaoulīs, politico greco
- Athanasios Skaltsogiannīs, atleta greco
- Athanasios Vouros, schermidore greco

### Variante Athanase

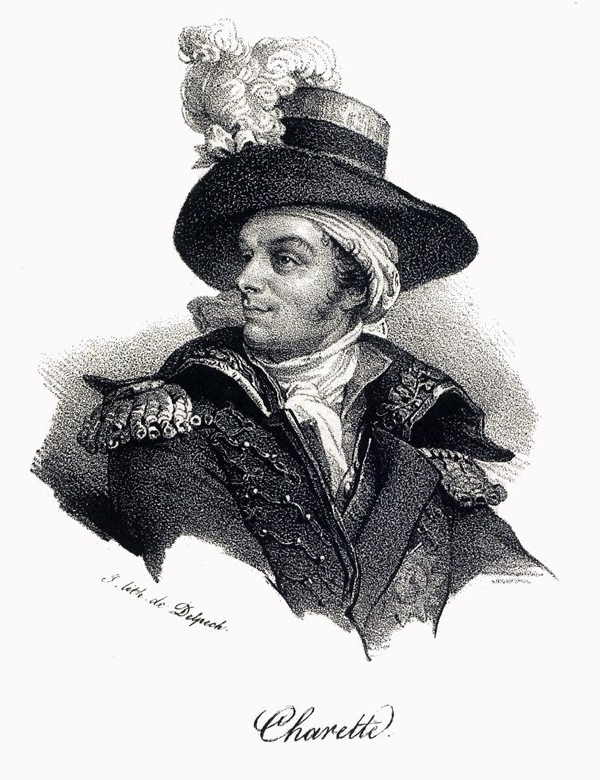
François-Athanase Charette de La Contrie

- François-Athanase Charette de La Contrie, generale e politico francese
- Athanase Josué Coquerel, teologo francese
- Athanase de Charette, militare francese
- Athanase Dupré, matematico e fisico francese
- Athanase Fouché, militare francese
- Marc Athanase Parfait Œillet Des Murs, ornitologo francese
- Jean Charles Athanase Peltier, fisico francese
- Athanase Seromba, presbitero e criminale di guerra ruandese
- Charles Athanase Walckenaer, naturalista e letterato francese

### Variante Atanas

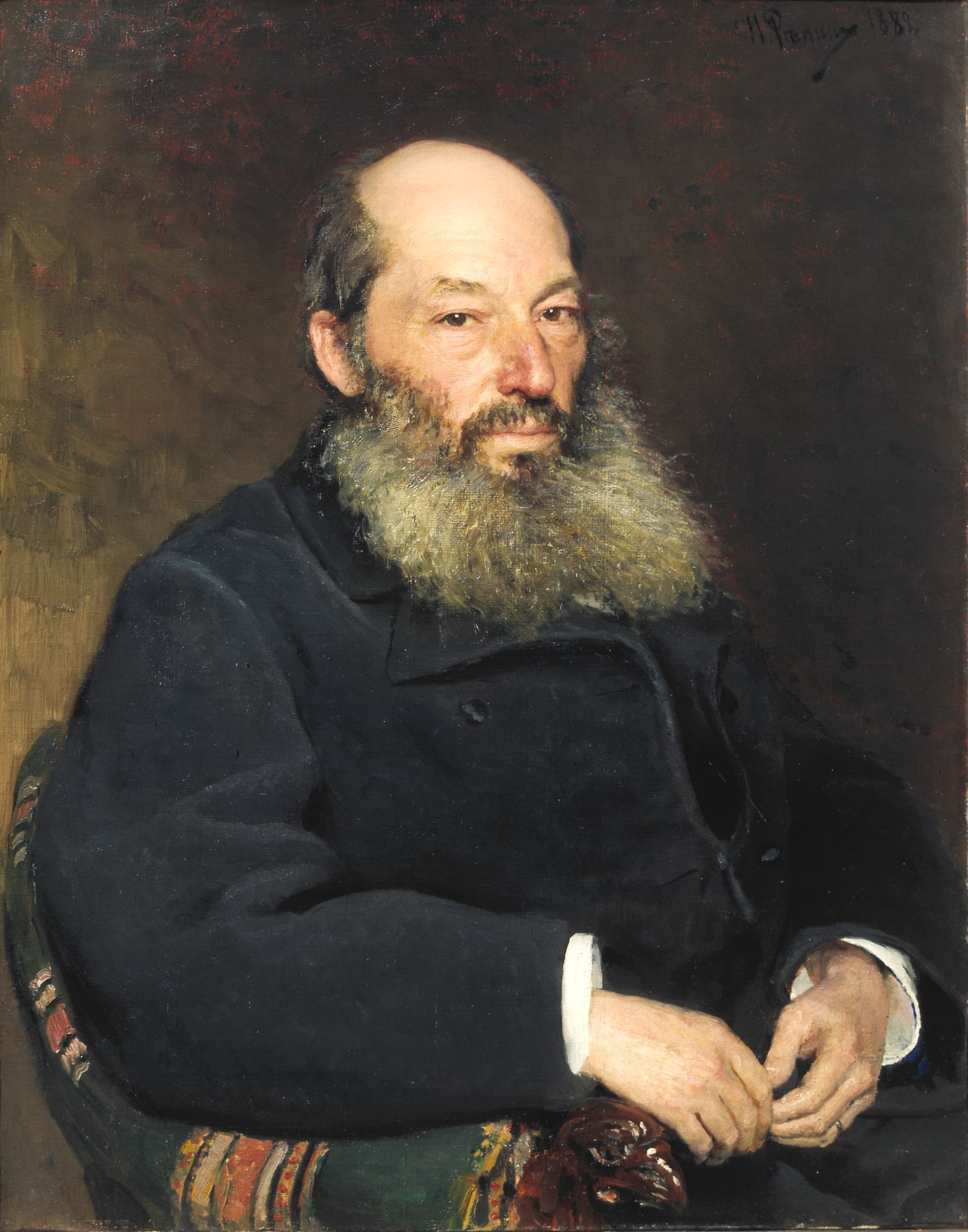
Afanasij Afanas'evič Fet-Šenšin

- Atanas Džambazki, calciatore e allenatore di calcio bulgaro
- Atanas Garabski, calciatore bulgaro
- Atanas Mihajlov, calciatore bulgaro
- Atanas Pašev, calciatore bulgaro
- Atanas Pejčinski, cestista bulgaro
- Atanas Uzunov, arbitro di calcio bulgaro
- Atanas Zehirov, calciatore bulgaro

### Altre varianti
- Attanasio di Balad, religioso siriano
- Atanasiu di Iaci, presbitero italiano
- Afanasij Afanas'evič Fet-Šenšin, poeta, traduttore e scrittore russo
- Thanasīs Karagkounīs, calciatore greco
- Athanasius Kircher gesuita, filosofo e storico tedesco
- Thanos Kondylis, archeologo e scrittore greco
- Thanasīs Kolitsidakīs, calciatore greco
- Afanasijs Kuzmins, tiratore lettone
- Thanos Petsos, calciatore greco

### Varianti femminili
- Athanasia Tsoumeleka, atleta greca

## Il nome nelle arti
- Attanasio cavallo vanesio è il titolo di una commedia musicale con Renato Rascel, dalla quale fu tratto un film nel 1953.
- Atanasio, affari di Colonia è un saggio scritto nel 1838 dal polemista tedesco Johann Joseph von Görres.